# Somatochlora metallica
Somatochlora metallica е вид водно конче от семейство Corduliidae. Видът не е застрашен от изчезване.

## Разпространение и местообитание
Разпространен е в Австрия, Албания, Беларус, Белгия, Босна и Херцеговина, България, Великобритания, Германия, Дания, Естония, Латвия, Литва, Люксембург, Нидерландия, Норвегия, Румъния, Русия, Словакия, Сърбия, Украйна, Финландия, Франция, Хърватия, Черна гора, Чехия, Швейцария и Швеция.
Среща се на надморска височина от -3 до 31,4 m.